# New Empire, Vol. 2
New Empire, Vol. 2 je sedmé studiové album americké rap rockové skupiny Hollywood Undead. Vyšlo 4. prosince 2020 prostřednictvím Dove & Grenade Media a BMG a produkoval ho Matt Good a Jordon Terrell. Album navazuje na šesté album skupiny, New Empire, Vol. 1 (2020). Skupina vydala 31. července první singl s názvem „Idol“ s Tech N9ne z neohlášeného oficiálního pokračování New Empire, Vol. 1. Druhý singl byl vydán 18. září 2020 pod názvem „Coming Home“. Třetí singl a zároveň remix verze písně, „Heart of a Champion“ s Jacobym Shaddixem z Papa Roach a Spencerem Charnasem z Ice Nine Kills, vydala skupina 16. října 2020. Ve stejný den kapela oznámila samotné album, obal alba, seznam skladeb a datum vydání. Tři týdny před vydáním alba, 13. listopadu, kapela vydala čtvrtý a poslední singl alba pod názvem „Gonna Be OK“.

## Seznam skladeb
| Standardní edice | Standardní edice                                          | Standardní edice |
| Pořadí           | Název                                                     | Délka            |
| ---------------- | --------------------------------------------------------- | ---------------- |
| 1.               | „Medicate“                                                | 3:09             |
| 2.               | „Comin' Thru the Stereo“ (feat. Hyro the Hero)            | 3:26             |
| 3.               | „Ghost Out“                                               | 2:43             |
| 4.               | „Gonna Be OK“                                             | 2:54             |
| 5.               | „Monsters“ (feat. Killstation)                            | 3:03             |
| 6.               | „Idol“ (feat. Tech N9ne)                                  | 4:07             |
| 7.               | „Coming Home“                                             | 3:13             |
| 8.               | „Unholy“                                                  | 2:39             |
| 9.               | „Worth It“                                                | 3:01             |
| 10.              | „Heart Of A Champion“ (feat. Papa Roach & Ice Nine Kills) | 3:30             |
| Celková délka:   | Celková délka:                                            | 31:50            |

| Dixitální Deluxe edice | Dixitální Deluxe edice  | Dixitální Deluxe edice |
| Pořadí                 | Název                   | Délka                  |
| ---------------------- | ----------------------- | ---------------------- |
| 11.                    | „Idol“ (feat. Ghøstkid) | 4:07                   |
| 12.                    | „Idol“ (feat. Kurt92)   | 4:07                   |
| Celková délka:         | Celková délka:          | 40:04                  |

## Tvůrci
Převzato z AllMusic.

### Hollywood Undead
- Jorel "J-Dog" Decker – zpěv, kytary, baskytara, klávesy, programování, text
- Dylan "Funny Man" Alvarez – zpěv, text
- George "Johnny 3 Tears" Ragan – zpěv, baskytara, text
- Jordon "Charlie Scene" Terrell – zpěv, kytary, text, produkce
- Daniel "Danny" Murillo – zpěv, klávesy, programování, kytary, basa, text

### Další hudebníci
- Hyro the Hero – hostující zpěv v 2. skladbě, text
- Killstation – hostující zpěv v 5. skladbě
- Tech N9ne – hostující zpěv v 6. skladbě, text
- Jacoby Shaddix z Papa Roach – hostující zpěv v 10. skladbě
- Spencer Charnas z Ice Nine Kills – hostující zpěv v 10. skladbě
- Ghøstkid – hostující zpěv v 11. skladbě
- Kurt92 – hostující zpěv v 12. skladbe
- Luke Holland – bicí

### Další tvůrci
- Matt Good – produkce, technika, mastering, mixing, text
- Ted Jensen – technika
- Ian Dietrich, Chris Nilsson a Andrew Purcell – managment
- Darren Craig – umělecký směr
- Randall Leddy – úprava